# Tomasz Apostoł

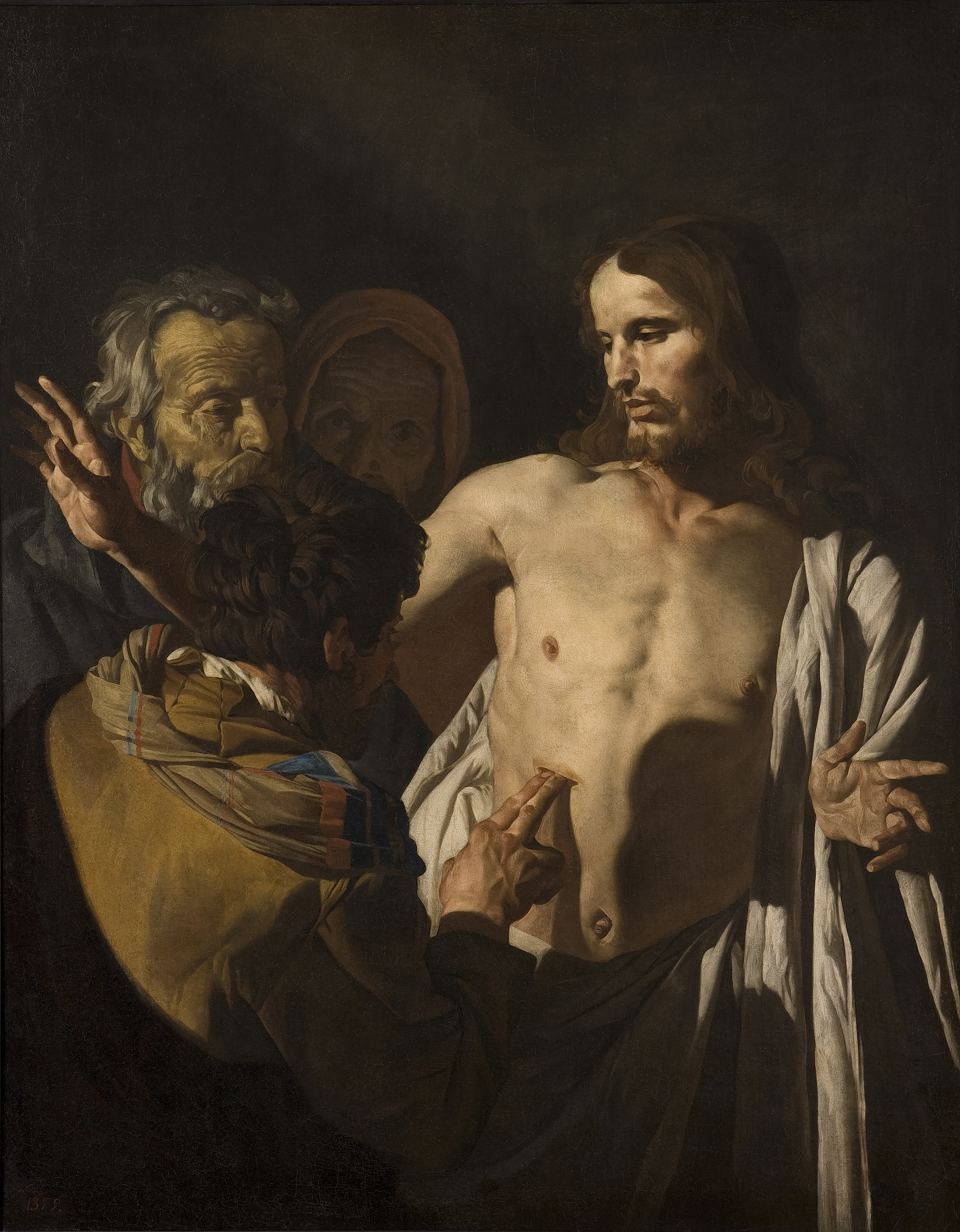
Matthias Stomer, obraz Niedowiarstwo św. Tomasza

Tomasz Apostoł (gr. Δίδυμος, aram. ‏ܬܐܘܡܐ‎ tôma ‘bliźniak’, cs. Апостол Фома) – postać biblijna, jeden z 12 apostołów Chrystusa, męczennik chrześcijański, święty Kościoła katolickiego, anglikańskiego, luterańskiego, ormiańskiego, koptyjskiego, syryjskiego i prawosławnego. Święty ten wymieniany jest w Modlitwie Eucharystycznej (Communicantes) Kanonu rzymskiego.

## Życiorys
Według Biblii nie było go podczas ukazania się zmartwychwstałego Chrystusa apostołom. Gdy potem opowiadali mu o tym, nie chciał im uwierzyć, ale postawił warunek, że uwierzy, kiedy sam zobaczy Jezusa i dotknie Jego ran. Gdy Jezus pojawił się ponownie, poprosił nieufnego Tomasza, aby włożył palce w miejsca po zadanych ranach. Tomasz zdumiony wypowiedział słowa: Pan mój i Bóg mój. W języku potocznym niewierny Tomasz stał się synonimem sceptyka. Papież Grzegorz Wielki skomentował to wydarzenie: „Więcej pomaga naszej wierze niewiara Tomasza niż wiara apostołów”. Tradycja przypisuje Tomaszowi przeprowadzenie ewangelizacji Partów i Indii. Legendy przypisują św. Tomaszowi założenie Kościoła malabarskiego.

### W Nowym Testamencie
- W Ewangelii św. Jana jest wymieniany 4 razy:

1. Gdy Jezus zamierza udać się do Jerozolimy, Tomasz mówi do apostołów: Chodźmy także i my, aby razem z Nim umrzeć (J 11,16).
2. Podczas Ostatniej Wieczerzy na słowa Jezusa: Znacie drogę, dokąd Ja idę». 5 Odezwał się do Niego Tomasz: «Panie, nie wiemy, dokąd idziesz. Jak więc możemy znać drogę?» 6 Odpowiedział mu Jezus: «Ja jestem drogą i prawdą, i życiem» (J 14,4-6).
3. Trzeci raz przyniósł Tomaszowi przydomek „niewierny”: Ale Tomasz, jeden z Dwunastu, zwany Didymos, nie był razem z nimi, kiedy przyszedł Jezus. 25 Inni więc uczniowie mówili do niego: «Widzieliśmy Pana!» Ale on rzekł do nich: «Jeżeli na rękach Jego nie zobaczę śladu gwoździ i nie włożę palca mego w miejsce gwoździ, i nie włożę ręki mojej do boku Jego, nie uwierzę». 26 A po ośmiu dniach, kiedy uczniowie Jego byli znowu wewnątrz [domu] i Tomasz z nimi, Jezus przyszedł mimo drzwi zamkniętych, stanął pośrodku i rzekł: «Pokój wam!» 27 Następnie rzekł do Tomasza: «Podnieś tutaj swój palec i zobacz moje ręce. Podnieś rękę i włóż [ją] do mego boku, i nie bądź niedowiarkiem, lecz wierzącym!» 28 Tomasz Mu odpowiedział: «Pan mój i Bóg mój!» 29 Powiedział mu Jezus: «Uwierzyłeś dlatego, ponieważ Mnie ujrzałeś? Błogosławieni, którzy nie widzieli, a uwierzyli.» (J 20,24-29).
4. W spotkaniu ze zmartwychwstałym Chrystusem nad jeziorem Genezaret znajduje się wśród innych apostołów-rybaków: 2 Byli razem Szymon Piotr, Tomasz, zwany Didymos, Natanael z Kany Galilejskiej, synowie Zebedeusza oraz dwaj inni z Jego uczniów. (J 21, 2).

- W Dziejach Apostolskich jest wymieniony wśród apostołów w Wieczerniku[3]: 13 Przybywszy tam weszli do sali na górze i przebywali w niej: Piotr i Jan, Jakub i Andrzej, Filip i Tomasz, Bartłomiej i Mateusz, Jakub, syn Alfeusza, i Szymon Gorliwy, i Juda, [brat] Jakuba.

## Śmierć

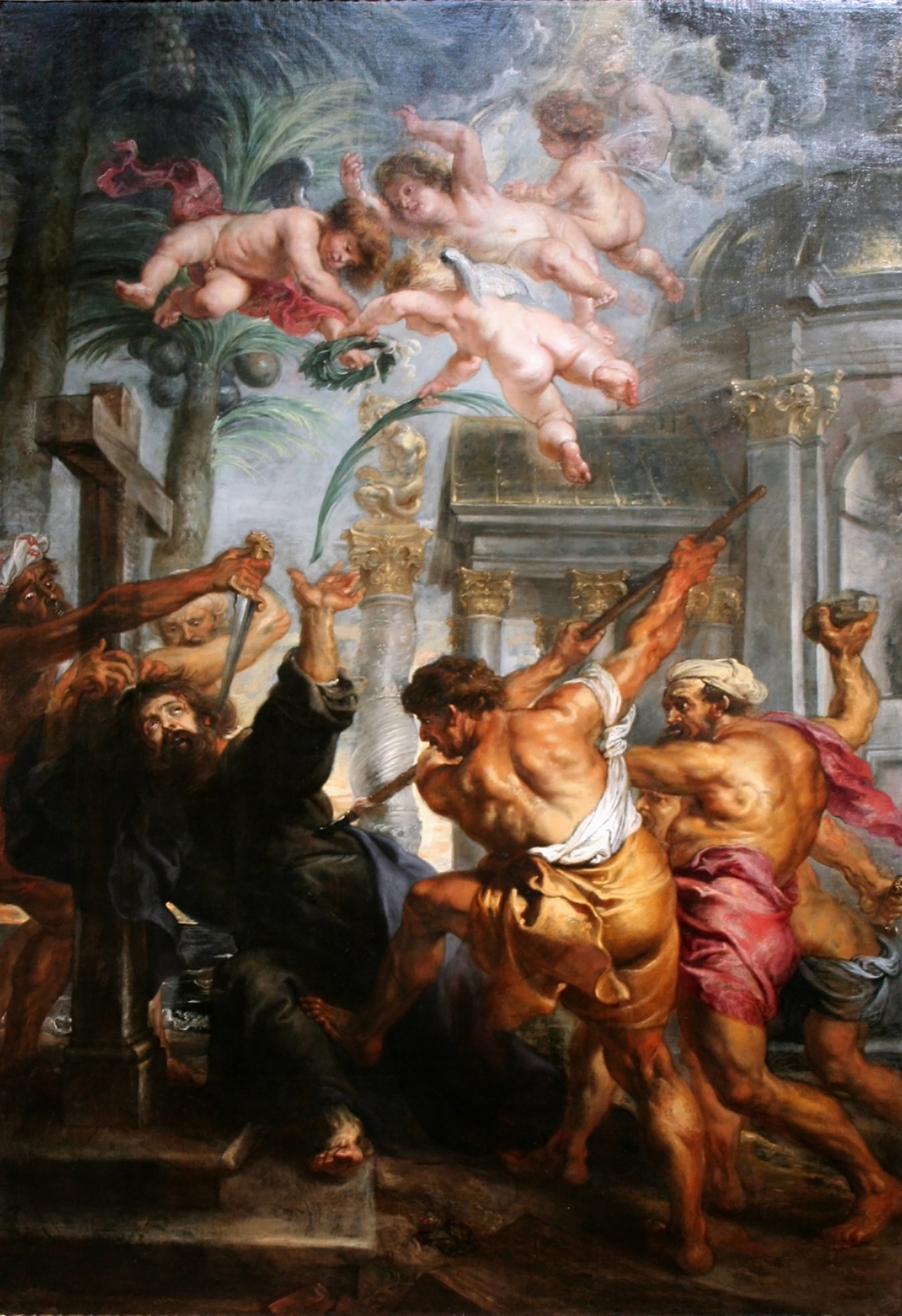
Męczeństwo Św. Tomasza – Peter Paul Rubens, 1636–1638

Zgodnie z tradycją syryjsko-chrześcijańską Tomasz rzekomo poniósł śmierć męczeńską na Górze Św. Tomasza w Ćennaj 3 lipca 72 roku, a jego ciało zostało pochowane w Mylapore. Efrem Syryjczyk twierdzi, że Apostoł został zabity w Indiach, a jego relikwie zostały następnie przewiezione do Edessy. Jest to najwcześniejszy znany zapis jego śmierci.
Zapisy Duarte Barbosy z początku XVI wieku świadczą o tym, że grobowiec był wtedy utrzymywany przez muzułmanina, który trzymał tam zapaloną lampę. Bazylika św. Tomasza w Santhome w Ćennaj (w stanie Tamilnadu w Indiach), znajdująca się obecnie przy grobie, została po raz pierwszy zbudowana w XVI wieku przez Portugalczyków i przebudowana w XIX wieku. Góra św. Tomasza była miejscem czczonym przez muzułmanów i chrześcijan od co najmniej XVI wieku.

### Możliwa podróż do Chin
O rzekomej podróży Tomasza do Chin wspominają księgi i tradycje kościelne Chrześcijan św. Tomasza (Kościół Mar Thoma i obrzędy Syromalabarskiego Kościoła katolickiego), którzy po części twierdzą, że pochodzą od wczesnych chrześcijan ewangelizowanych przez Tomasza w 52 r.n.e. Przykładowo, wzmianka o tym apostole jest w malajalamskiej balladzie Thomas Ramban Pattu (Pieśń Władcy Tomasza), a najwcześniejszy rękopis pochodzi z XVII wieku. Źródła wyraźnie wskazują, że Tomasz przyjeżdża do Indii, potem do Chin, następnie wraca do Indii, gdzie zmarł.
W innych potwierdzonych źródłach tradycję uczynienia Tomasza apostołem Chin można znaleźć w „Prawie chrześcijaństwa” (Fiqh al-naṣrāniyya), zbiorze literatury prawniczej autorstwa Ibn al-Ṭayyiba (nestoriańskiego teologa i lekarza, który zmarł w 1043 w Bagdadzie). Później w Nomokanonie autorstwa Abdisho bar Berika (metropolity Nisibis i Armenii, zm. 1318) i brewiarzu Kościoła chaldejskiego napisano:

1. Za pośrednictwem św. Tomasza błąd bałwochwalstwa zniknął z Indii.
2. Za pośrednictwem św. Tomasza Chińczycy i Etiopczycy zostali nawróceni na prawdę.
3. Za pośrednictwem św. Tomasza przyjęli sakrament chrztu i adopcji synów.
4. Za pośrednictwem św. Tomasza uwierzyli i wyznali Ojca, Syna i Ducha Świętego.
5. Za pośrednictwem św. Tomasza zachowali przyjętą wiarę jedynego Boga.
6. Za pośrednictwem św. Tomasza w całych Indiach wzniósł się życiodajny blask.
7. Za pośrednictwem św. Tomasza Królestwo Niebieskie zstąpiło do Chin.

W swojej rodzącej się formie tradycja ta została odnaleziona najwcześniej w Kronice z Zuqnin (775) i mogła powstać w późnym okresie Sasanidów. Być może powstał jako Pseudoepigraf z III wieku, w którym Tomasz nawrócił Mędrców (w Ewangelii Mateusza) na chrześcijaństwo, gdy mieszkali w ziemi Szir (rejon Kotliny Kaszgarskiej, w pobliżu morza, które dla wielu żyjących w starożytności ludzi było najbardziej wysuniętym na wschód morzem świata). Dodatkowo, zapiski Arnobiusza Starszego, aktywne niedługo po roku 300, utrzymują, że chrześcijańskie przesłanie dotarło do Indii oraz do Persów, Medów i Partów.

### Możliwa podróż do Indonezji
Według Kurta E. Kocha, Tomasz Apostoł prawdopodobnie podróżował do Indonezji przez Indie z indyjskimi kupcami.

### Paragwajska legenda
Starożytna tradycja ustna zachowana przez plemiona Guarani w Paragwaju twierdzi, że Apostoł Tomasz przebywał w Paragwaju i głosił im kazania.

w posiadłości naszego kolegium, zwanej Paragwajem, oddalonej o dwadzieścia mil od Asumpcion. Miejsce to rozciąga się z jednej strony na przyjemną równinę, dającą pastwisko ogromnej ilości bydła; z drugiej strony, gdzie patrzy na południe, jest otoczony wzgórzami i skałami; w jednym z nich odwiedzany jest krzyż zbudowany z trzech dużych kamieni i czczony przez tubylców ze względu na św. Tomasza; wierzą bowiem i mocno utrzymują, że Apostoł, siedzący na tych kamieniach jak na krześle, poprzednio nauczał zgromadzonych Indian.

Prawie 150 lat przed przybyciem Dobrizhoffera do Paragwaju inny misjonarz jezuicki, FJ Antonio Ruiz de Montoya, przypomniał te same przekazy ustne plemion Paragwaju. Napisał on:

... Plemiona Paragwaju mają tę bardzo ciekawą tradycję. Twierdzą, że bardzo święty człowiek (sam Św. Tomasz Apostoł), którego nazywają „Paí Thome”, żył wśród nich i głosił im Świętą Prawdę, wędrując i niosąc na plecach drewniany krzyż.

Jedyne odnotowane badania, które przeprowadzono w tym celu, miały miejsce za panowania José Gaspara Rodrígueza de Francia po uzyskaniu niepodległości Paragwaju. Wspomina o tym Franz Wisner von Morgenstern, inżynier austro-węgierski, który służył w armiach paragwajskich przed i podczas wojny paragwajskiej. Według Von Morgensterna, niektórzy paragwajscy górnicy podczas pracy w pobliżu niektórych wzgórz w Departamencie Caaguazú znaleźli kamienie z wyrzeźbionymi w nich starożytnymi literami. Dyktator Francia wysłał swoich najlepszych ekspertów, aby zbadali te kamienie i doszli do wniosku, że litery wyryte w tych kamieniach są symbolami podobnymi do hebrajskiego, ale nie mogli ich przetłumaczyć ani ustalić dokładnej daty, kiedy te litery zostały wyryte. Nie istnieją żadne inne zarejestrowane dochodzenia, a według Wisnera ludzie wierzyli, że listy zostały sporządzone przez Tomasza Apostoła, zgodnie z tradycją.

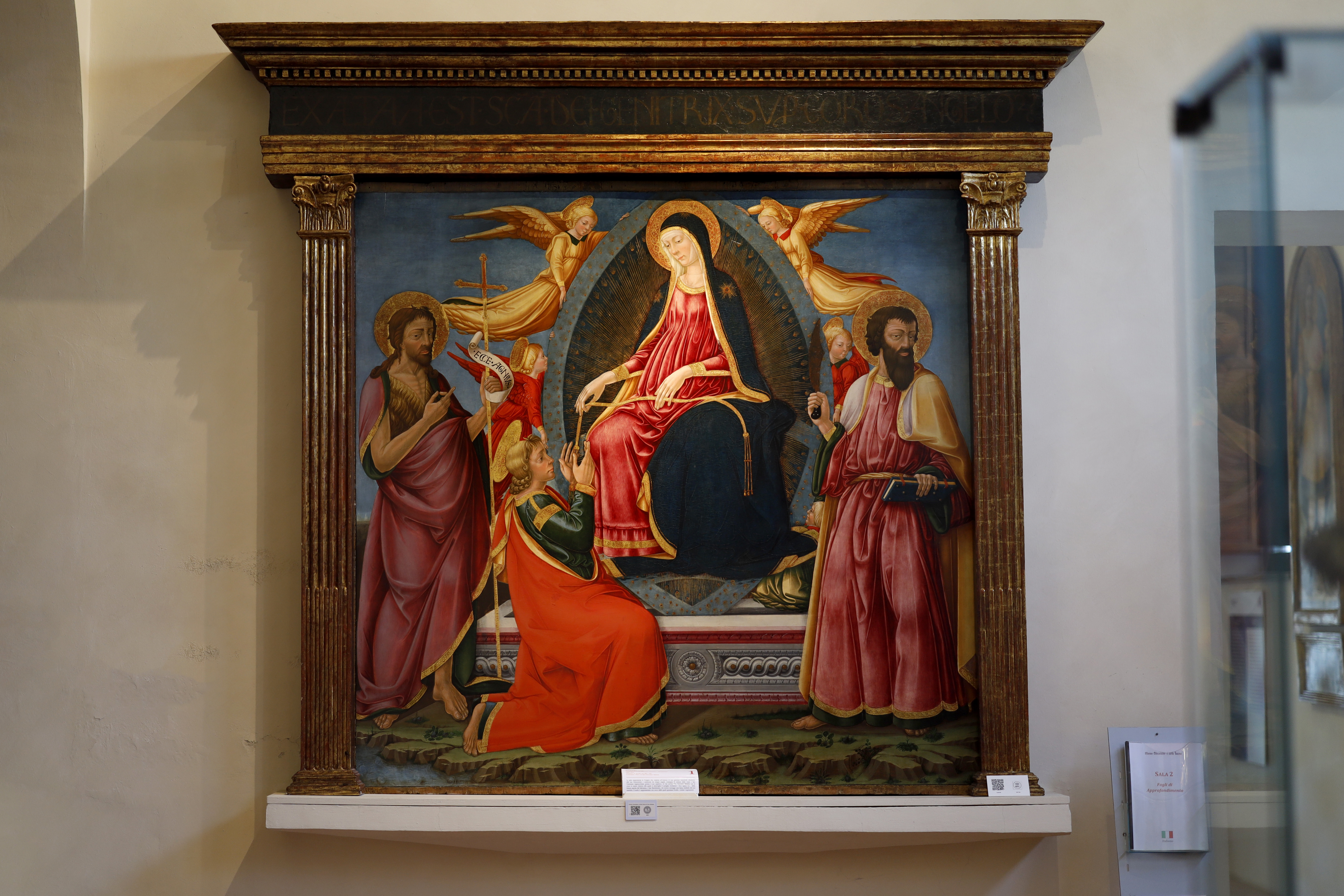
Neri di Bicci – Madonna, ze św. Tomaszem, św. Janem Chrzcicielem i św. Bartłomiejem

## Imię i pochodzenie
Imię Tomasz, podobnie jak imiona Filip i Andrzej, odbiegają od imion większości apostołów, które są teoforyczne, czyli zawierające w sobie imię Boga. Forma hebrajska t’om i aramejska t’oma oznacza bliźniaka i została przetłumaczona na grecki jako didymos, co też oznacza bliźniaka. Nie wiemy jednak, czyim bliźniakiem był Tomasz Apostoł. Według legendy miał brata Eleazara lub siostrę Lizję (Lidia). Według gnostyków miał być on bratem bliźniakiem Jezusa, któremu ten objawił najwyższą prawdę o Bogu. Nie wiadomo też nic o jego pochodzeniu, rodzinie i zawodzie. Możemy tylko przypuszczać, że był rybakiem, jak większość apostołów, gdyż w opisie ze zmartwychwstałym Chrystusem nad jeziorem Genezaret znajduje się wśród rybaków i jest wyliczony jako drugi po Piotrze, obok synów Zebedeusza i Natanaela. (J 21, 2).

## Apokryfy
Apokryfy opisujące życie Tomasza jako jedne z pięciu wielkich apokryfów stanowią dzieło wyjątkowe. Zostały napisane po grecku albo syryjsku i zachowały się obydwie wersje. Najprawdopodobniej oryginałem jest wersja syryjska. Według nich Tomasz poniósł męczeńską śmierć w Kalaminie w Indiach, zabity mieczem lub lancą. Jego grób znajduje się pod ołtarzem w katedrze w Madrasie w pobliżu Zatoki Bengalskiej. Jego ciało w nieznanych okolicznościach przewieziono w III wieku do Edessy (obecnie turecka Şanlıurfa) w Azji Mniejszej. Powstał tam prężny ośrodek jego kultu oraz powstała bogata literatura o nim. Tomaszowi przypisuje się autorstwo gnostyckiej Ewangelii Tomasza.

## Kult

### Dzień obchodów
Kościół rzymskokatolicki:
- Nadzwyczajna Forma Rytu Rzymskiego: 21 grudnia, święto 2 klasy,
- Zwyczajna Forma Rytu Rzymskiego: 3 lipca, święto.

Przeniesienie relikwii wspominane jest 9 maja.
W Kościołach mariawickich wspomnienie św. Tomasza Apostoła obchodzone jest 21 grudnia.
W Kościele anglikańskim obchody przypadają 3 lipca lub 21 grudnia razem z luterańskim Kościołem.
Cerkiew prawosławna wspomina apostoła Tomasza przede wszystkim w 1. niedzielę po święcie Zmartwychwstania Pańskiego, oraz:
- 6/19 października[c], tj. 19 października według kalendarza gregoriańskiego,
- 20 czerwca/3 lipca, tj. 3 lipca (przeniesienie relikwii),
- 30 czerwca/13 lipca, tj. 13 lipca (Sobór dwunastu apostołów).

Kościoły Wschodu, z uwagi na liturgię według kalendarza juliańskiego, wspominają św. Tomasza:
- Kościół ormiański:
  - 3/16 lipca, tj. 16 lipca, również Kościół syryjski,
  - 22 sierpnia/4 września, tj. 4 września,
  - 6/19 października, tj. 19 października (odkrycie szczątków),
- Kościół koptyjski – 21 maja według obowiązującego kalendarza gregoriańskiego.

### Patronat
Święty Tomasz uważany jest za patrona Indii i Portugalii, architektów, budowniczych, cieśli, geodetów, kamieniarzy, murarzy, stolarzy, małżeństw i teologów.
Jest adresatem modlitw wiernych w chwilach zwątpień.

### Ikonografia
W ikonografii do wczesnego średniowiecza na Zachodzie i do XVIII wieku na Wschodzie apostoł przedstawiany był wyłącznie jako młodzieniec bez zarostu, odziany w tunikę i płaszcz, z sandałami na nogach. Później zaczął pojawiać się jako starszy mężczyzna z brodą. Wyobrażany jest zawsze z księgą lub zwojem. Często pojawiającym się motywem jest wątek „niewiernego” Tomasza, gdy dotyka palcami ran na ciele Zmartwychwstałego.
W sztuce zachodniej atrybutami są: kątownica lub pion architekta (nawiązanie do jego legendarnej działalności jako budowniczego, który miał wznieść pałac niebieski dla indyjskiego króla), kielich, miecz, serce, włócznia (którą go przeszyto).

## Tomasz w malarstwie

Św. Tomasz Apostoł w herbie Zamościa

Tomasz Apostoł jest postacią bardzo popularną w malarstwie. Jest przedstawiany z węgielnicą w ręku jako budowniczy, lub ekierką albo kątownicą budowniczego pałacu Gundafora. Niekiedy bywa malowany z mieczem i lancą jako narzędziami jego męczeńskiej śmierci. Jego zarost jest krótki, suknia biało-zielona, płaszcz jasnoniebieski.
Do XIII wieku jego ikonografia była w zasadzie niezróżnicowana. Z powodu jego żywiołowości jest przedstawiany jako człowiek młody, co zresztą zaleca podręcznik malarstwa ikonowego z Athosu. Dość często jest przedstawiany wraz z innymi apostołami w scenach zbiorowych. Najczęściej wykorzystywano scenę przedstawiającą jego nieufność, którą można zobaczyć na mozaikach z VI wieku w Sant’Apollinare Nuovo w Rawennie.

### W kulturze współczesnej
Grecki pisarz Angelos Terzakis poświęcił mu sztukę Tomasz o dwóch duszach (Θωμάς ο δίψυχος, 1962).